# Lilla Sällskapet
Lilla Sällskabet er en pop-duo fra Sverige, bestående af sanger og tekstforfatter Erik Nordström (f. 1985) og producer Mats Norman (f. 1985). De to kender hinanden fra skoletiden i Uppsala , og er senere flyttet sammen i Stockholm.
Duoen udgav en række singler og remixes inden debutalbummet "Om vingarna bär" udkom i maj 2012. I uge 21, 2012 var duoen P3s Uundgåelige med nummeret "Jag vill ut".
Erik Nordström er ligeledes en del af den svenske R&B-duo Ansiktet, og Mats Norman har tidligere produceret for den svenske Hiphop/Electronica-gruppe Maskinen.

## Diskografi

### Singler
- "Genova" (2010)
- "Morgonen Efter" (2011)
- "Om Vingarna Bär" (2012)
- "Jag Vill Ut" (2012)
- "Nattdjur" (2014)
- "Plan B" (2015)
- "Punkideal" (2015)
- "Början på för alltid" (2020)

### Album
- Om Vingarna Bär (2012)
- Nattdjur (2015)